# Гинзбург, Леон
Леон Гинзбург (1898—1988) — американский врач, один из первооткрывателей болезни Крона (1932), названной именем его коллеги. Профессор хирургии в медицинской школе при госпитале Маунт-Синай.

## Биография
Родился в Нью-Йорке. Свои научные степени получил в Колумбийском университете. Многие годы работал в госпитале Маунт-Синай, а в 1947—1967 годах — заведующим хирургическим отделением больницы Бет-Изрейел (Beth Israel) на Манхэттене. Скончался на Манхэттене.